# Indigofera mendoncae
Indigofera mendoncae är en ärtväxtart som beskrevs av Jan Bevington Gillett. Indigofera mendoncae ingår i släktet indigosläktet, och familjen ärtväxter. Inga underarter finns listade i Catalogue of Life.